# الترميم البيئي لرياو
الترميم البيئي لرياو هو مشروع متعدد البرامج لاستعادة وصيانة منطقة من غابات الخث ذات الأهمية البيئية في جزيرة سومطرة في إندونيسيا. يتكون المشروع من 130.000 هكتار (320.000 فدان) في شبه جزيرة كامبار، و20.000 هكتار أخرى (49.000 فدان) في جزيرة بادانج القريبة.

## خلفية
تتكون عملية الترميم البيئي لرياو من 150.000 هكتار (370.000 فدان) من الغابات على الساحل الشرقي لجزيرة سومطرة، إلى الجنوب الغربي من سنغافورة. تعد منطقة الخث واحدة من أكبر المناطق في جنوب شرق آسيا، وهي موطن لعدد من الأنواع المهددة بالانقراض.
وقد تدهورت الغابات في المنطقة بسبب سنوات من قطع الأشجار غير القانوني وخفض وحرق الأراضي لإفساح المجال للزراعة. تم حفر العديد من القنوات ثم تم التخلي عنها، مما أدى إلى خفض مستويات المياه في مستنقع الخث وتجفيف المواد العضوية التي تحتوي عليها. هذا يتسبب في تحللها ويزيد من خطر نشوب الحرائق، وكلاهما يطلق كميات كبيرة من ثاني أكسيد الكربون في الغلاف الجوي.
على الرغم من ذلك تحتفظ المنطقة بمخزونات عالية من الكربون بشكل استثنائي، وهي غنية بالتنوع البيولوجي. على هذا النحو تم تحديدها من قبل الحكومة الإندونيسية كمنطقة محتملة للحصول على امتياز استعادة النظام البيئي المعروفة بالكامل برخصة استخدام منتجات الغابات الخشبية لاستعادة النظام البيئي، وهو نهج موجه نحو السوق تم إطلاقه في عام 2009 إشراك القطاع الخاص في الحفاظ على 1.700.000 هكتار (4.200.000 فدان) من الأراضي.

## مقاربة
بتمويل من التزام 100 مليون دولار أمريكي على مدى 10 سنوات من شركة لب الورق مجموعة أبريل، تستخدم الترميم البيئي لرياو نهجًا من أربع مراحل لاستعادة المنطقة والحفاظ عليها:
- الحماية: توظف العملية حراسًا للقيام بدوريات في المنطقة لمنع التعدي غير القانوني. كما أن المنطقة محاطة إلى حد كبير بمزارع أبريل التجارية التي يمكن أن تكون بمثابة منطقة عازلة، وتعمل عملية الترميم لرياو مع المجتمعات المجاورة لتوفير التعليم والتدريب على طرق الزراعة المستدامة لتمكينها من كسب العيش دون الإضرار بالبيئة.
- التقييم: تقوم العملية بفحص الحالة الحالية للنباتات والحيوانات وموائل الحياة البرية لتحديد خط الأساس للحفظ.
- الاستعادة: تعيد العملية المواقع المتدهورة عن طريق أخذ الشتلات من الغابات المحيطة وزراعتها في المشاتل قبل إعادة زراعتها. يتم استعادة مستويات المياه من خلال البحث عن القنوات المحفورة مسبقًا وحجبها.
- الإدارة: تقوم العملية بتطوير خطط إدارة طويلة الأجل لضمان الاستدامة طويلة المدى للمنطقة بمجرد استعادتها. وهذا يشمل التشاور مع المجتمعات المحلية والحكومة وحاملي تراخيص الامتياز للغابات المجاورة.

## المجتمع
تضم المنطقة المحيطة بالترميم البيئي لرياو ما يقرب من 17.000 شخص، يعتمد الكثير منهم على الغابات في معيشتهم. تحاول عملية الترميم البيئي لرياو ضمان الحفاظ على الأنشطة التقليدية مثل الصيد وجمع العسل مع توفير التعليم والتدريب على الممارسات المستدامة. وهذا يشمل حظر الصيد باستخدام الصعق بالكهرباء، وإطلاق الأسماك في الأنهار لضمان إمدادات مستدامة، والمساعدة في تسويق المنتجات المحلية.
كما تجند الترميم البيئي لرياو من المجتمعات المحلية ومصادر من الموردين المحليين حيثما أمكن لإعطاء السكان حصة في الاستدامة طويلة المدى للمنطقة ولإثبات أن الحفظ يمكن أن يكون له فوائد اقتصادية.

## الشركاء
تتضمن الترميم البيئي لرياو شركاء متعددين. تأسست الشراكة من قبل شركة لب الورق مجموعة أبريل في عام 2013. تعمل أبريل كراع للمشروع ومدير فني وقد التزمت بمبلغ 100 مليون دولار أمريكي على مدى السنوات العشر الأولى للمشروع. تشكل الترميم البيئي لرياو جزءًا من سياسة الشركة لإدارة الغابات المستدامة، والتي تتضمن التزامًا بالحفاظ على مناطق الحفظ متساوية في الحجم مع مزارعها.
تركز منظمة بيدارا الإندونيسية غير الحكومية على المجتمعات المحلية، وتطور برامج لتعزيز الاستدامة والاعتماد على الذات لدى الأشخاص الذين يعيشون بالقرب من المنطقة. يقدم بيدارا زراعة الخضروات المكثفة باستخدام تقنيات عدم الحرق للمجتمعات حولالترميم البيئي لرياو مع المحاصيل مثل الفلفل الحار والباذنجان والزنجبيل الأحمر. وتقوم بيدارا أيضا بتدريب المجتمعات على تربية الماعز لتوفير السماد العضوي. منذ عام 2015 ، أجرت منظمة الحيوانات والنباتات الدولية سلسلة من المسوحات الميدانية حول العناصر الرئيسية للمشروع المتعلقة بالتنوع البيولوجي والمناخ والمجتمعات. في عام 2016 جرى أول جرد على الإطلاق لأنواع المنطقة، والتنوع البيولوجي لشبه جزيرة كامبار.

## الاستقبال
عند إطلاق المشروع تم وصف المشروع بأنه «غسيل أخضر» من قبل شبكة الإنقاذ الحرجية غير الحكومية الإندونيسية رياو (جيكالاهاري). تم الدفاع عن مشروع الترميم البيئي لرياو من قبل وزير الغابات آنذاك ذو الكفل حسن حسن الذي ذكر أنه كأول مشروع من هذا القبيل لإشراك القطاعين العام والخاص فإنه سيكون بمثابة نموذج لدعم جهود الحكومة لتحقيق التوازن بين تنمية صناعة الغابات المسؤولة مع الحفاظ على الغابات الهامة المناطق.